# Comanche Creek
Comanche Creek es un lugar designado por el censo ubicado en el condado de Arapahoe en el estado estadounidense de Colorado. En el Censo de 2010 tenía una población de 369 habitantes y una densidad poblacional de 6,54 personas por km².

## Geografía
Comanche Creek se encuentra ubicado en las coordenadas 39°36′5″N 104°20′12″O / 39.60139, -104.33667. Según la Oficina del Censo de los Estados Unidos, Comanche Creek tiene una superficie total de 56.43 km², de la cual 56.24 km² corresponden a tierra firme y (0.35%) 0.2 km² es agua.

## Demografía
Según el censo de 2010, había 369 personas residiendo en Comanche Creek. La densidad de población era de 6,54 hab./km². De los 369 habitantes, Comanche Creek estaba compuesto por el 91.33% blancos, el 1.63% eran afroamericanos, el 0.27% eran amerindios, el 0.27% eran asiáticos, el 0% eran isleños del Pacífico, el 4.07% eran de otras razas y el 2.44% pertenecían a dos o más razas. Del total de la población el 9.21% eran hispanos o latinos de cualquier raza.